# جامع أبي الخفيف (أبو الخفيف)
جامع أبي الخفيف، وهو من مساجد العراق التاريخية القديمة في مدينة البصرة ويتميز بعمارته القديمة والتراثية، ولقد بني في عام 1322هـ/1905م، ويقال إن الذي شيده الحاج يوسف الزنبور على أرض تابعة لمديرية الأوقاف ومسجلة في عام 1266هـ/1850م، وتبلغ مساحة الجامع حوالي 500م2، ولقد كان بناؤه من مادة الطابوق، ويقع في قرية (بلد سلطان) في قضاء أبي الخصيب، وجدد بناؤه من قبل مجموعة من المتبرعين في عام 1386هـ/1966م، وكان آخر تجديد له في عام 1410هـ/1990م من قبل مديرية الأوقاف، وتقام في الجامع حالياً صلاة الجمعة والصلوات الخمسة، وفيه مصلى واسع تبلغ مساحتهُ 300م2، ويبلغ عرضه 20 متراً وبطول 15 متراً، وللحرم عدة أعمدة كوكريتية يستند عليها السقف، والمحراب متكون من تجويف في جدار الحرم باتجاه القبلة مبني من الطابوق ومغلف بالحجر الحلان، وفيه منبراً محاط بسياج من خشب الصاج القديم، وتحيط بالمصلى النوافذ من كل جانب، وله باب قديمة أثرية مصنوعة من الخشب الصاج.
ومن مرفقات الجامع شقة سكن وعدة محلات تجارية في الواجهة، وفيه ساحة وحديقة جميلة وله منارة مئذنة بنيت بطراز معماري إسلامي ذات حوض واحد يعود تأريخ بناؤها إلى عهد الدولة العثمانية.
وتقام في الجامع دورات لتحفيظ القرآن خلال العطلة الصيفية لطلاب المدارس، إذ يتم تخريج أكثر من عشرة طلاب سنوياً.
ولقد أنخفض عدد المصلين في الجامع كما قلّ النشاط الديني للجامع بعد الأحداث الطائفية التي مرت بالعراق خصوصاً خلال تفجيرات سامراء حيث تم تحطيم اجزاء من الجامع من قبل المليشيات الطائفية بعد تفجير ضريح العسكريين 2006، ومن الذين قتلوا فيه (خليل إبراهيم)، ولقد تم سرقة مقتنيات الجامع وأثاثه من قبل جماعة من المسلحين، وأنقطعت فيه صلاة الجمعة لمدة سنتين تقريباً، وكان عدد المصلين 2 تقريباً في الصلوات الخمس المكتوبة، ثم عاود المسجد نشاطه عام 2009م، وعدد المصلين حالياً لا يتجاوز 50 مصل في صلاة الجمعة ويقل العدد إلى 20 مصل في الأوقات الأخرى، حيث ما زالت الأوضاع غير مستقرة في البصرة.